# Ternstroemia tepezapote
Ternstroemia tepezapote är en tvåhjärtbladig växtart som beskrevs av S. och C. Ternstroemia tepezapote ingår i släktet Ternstroemia och familjen Pentaphylacaceae. Inga underarter finns listade i Catalogue of Life.